# Kinderspiel

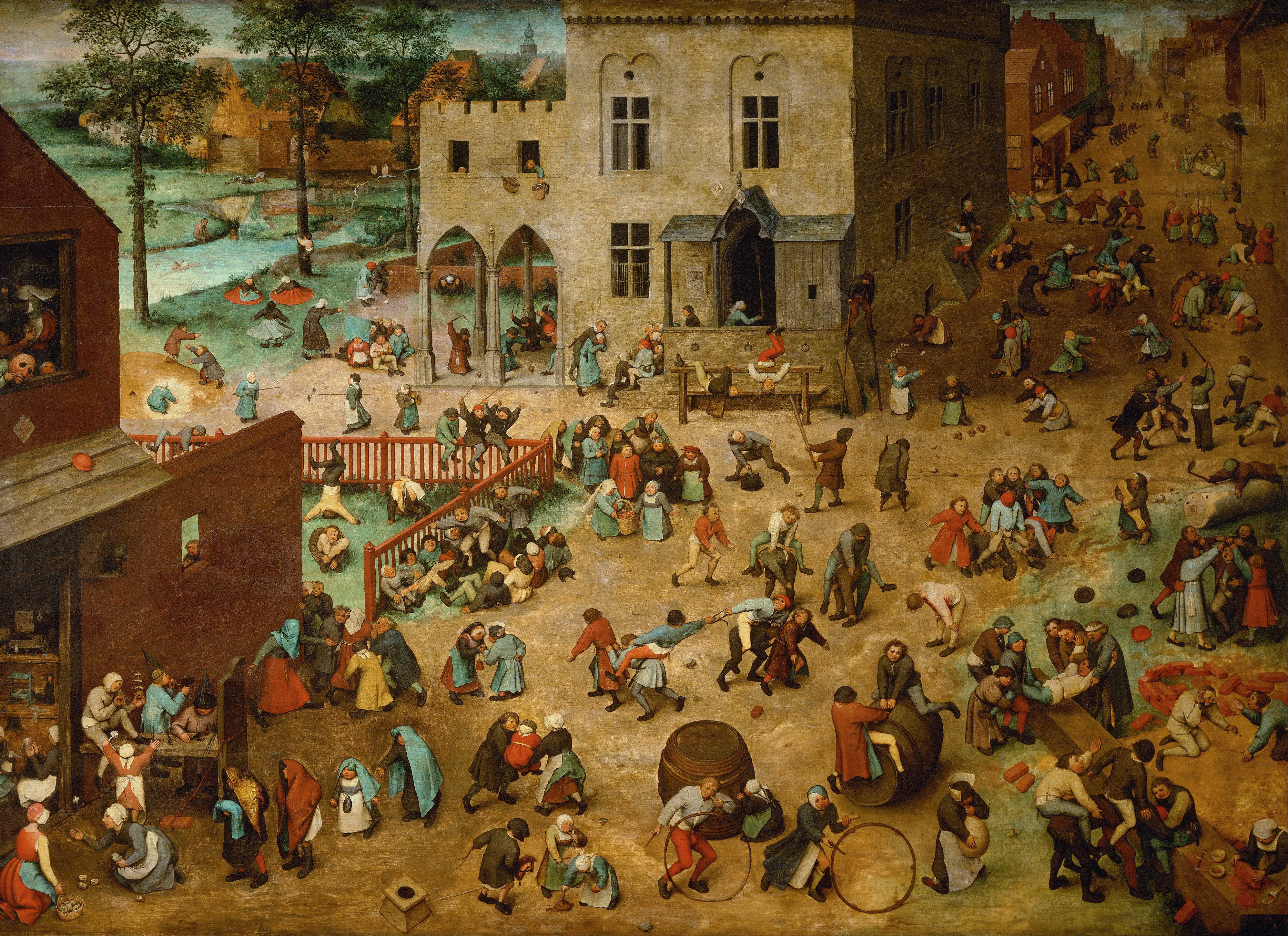
Die Kinderspiele (um 1560) Gemälde von Pieter Bruegel dem Älteren

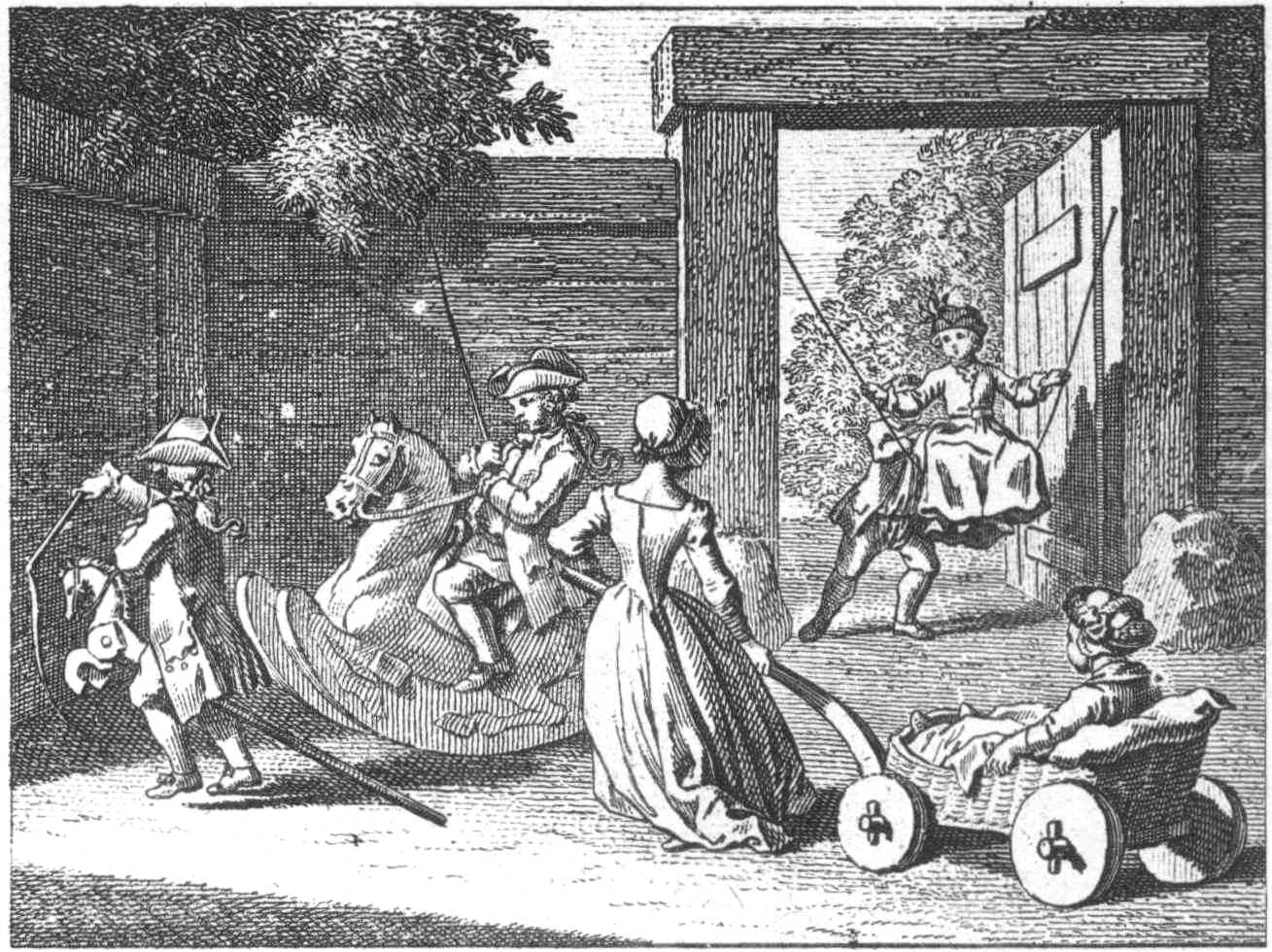
Vergnügungen der Kinder. Der Steckenreiter. Der auf dem Schaukelpferde. Der Kinderwagen. Das Schaukeln im Seile. Kupferstich von Daniel Chodowiecki

Als Kinderspiel bezeichnet man die Tätigkeit des Kindes, bei der es, mit angeborener Neugier und Lust dem Spieltrieb folgend, sich selbst kennenlernt, seine Umgebung erforscht und sein Rollenverständnis in der Gesellschaft entwickelt.
Entwicklungspsychologisch werden im Kinderspiel – wie für das Spielen überhaupt – verschiedene Spielarten und Spielformen unterschieden:
1. Funktionsspiele mit dem eigenen Körper und mit Gegenständen (wie etwa das Hickelkastenspiel, Murmelspiel),
2. Fiktionsspiele, das heißt Deutungs- und Illusionsspiele,
3. Rollenspiele, die insbesondere als frei assoziierte Gruppenspiele und als reglementierte Gesellschaftsspiele einen breiten Raum in der Sozialisation einnehmen und an die das Spiel Erwachsener nahtlos anschließt.

Ausgehend vom gegenständlichen Spiel unterscheiden sich im Kinderspiel:
1. Rezeptionsspiele,
2. Herstellungsspiele,
3. Konstruktionsspiele.

Für die Entwicklung des Kindes haben sich psychologisch und pädagogisch unterschiedliche Spielarten und -formen als besonders wertvoll, andere wiederum als äußerst schädlich erwiesen. Diese Erkenntnisse werden bei der handwerklichen und industriellen Spielzeuggestaltung und Herstellung der Spielzeuge, Spielgeräte und Spiele nicht immer berücksichtigt und sollten beim Spielwarenkauf für das Kind beachtet werden.

## Bewertung des kindlichen Spielverhaltens

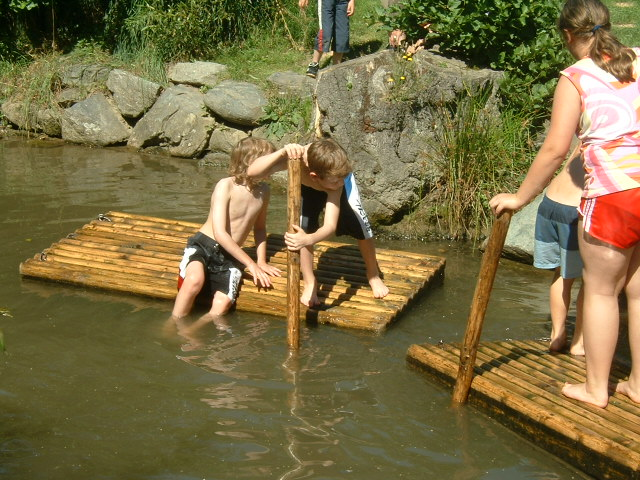
Kinderspiel als Abenteuer

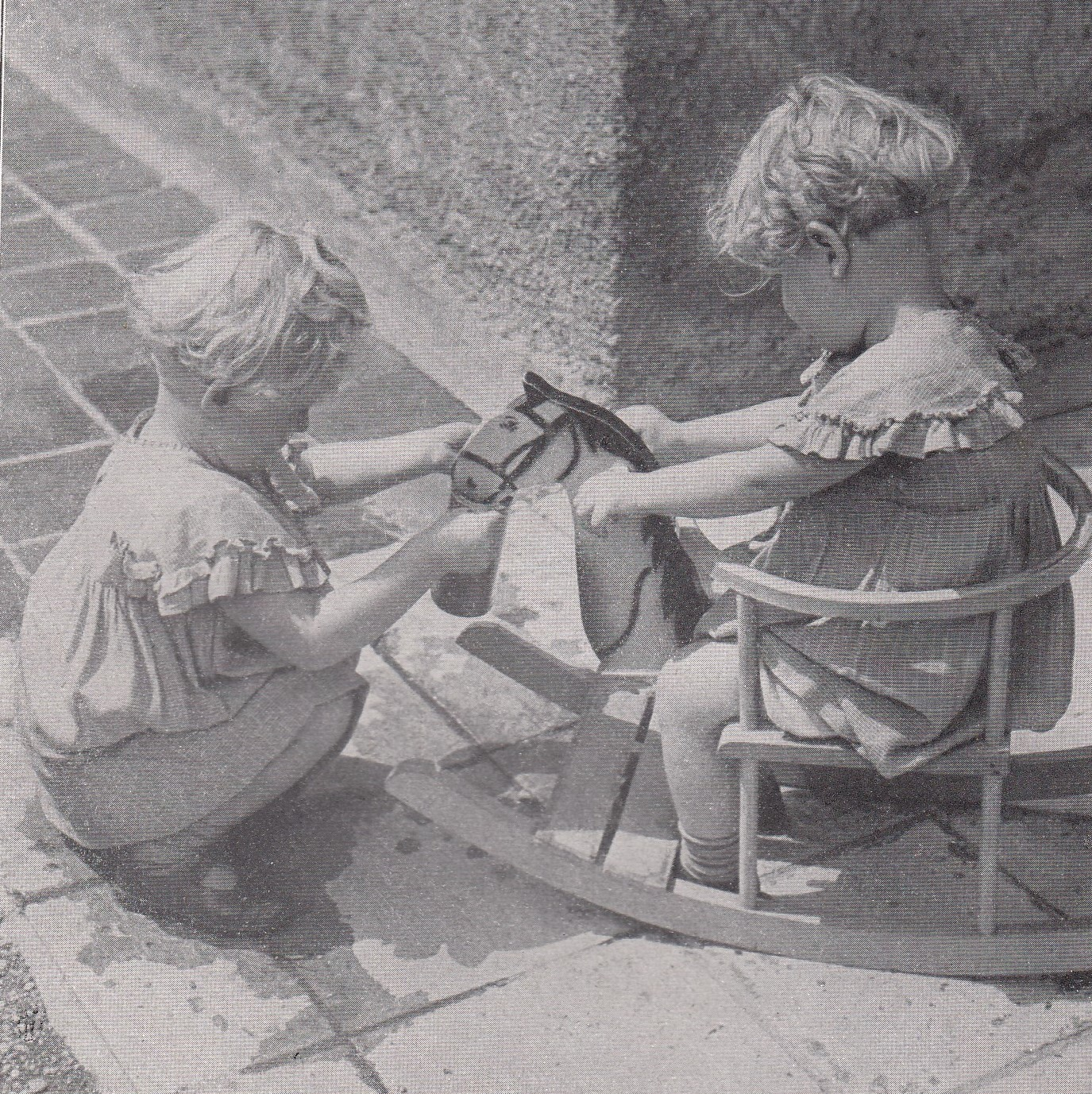
Füttern des hungrigen Pferdes, archiviert im Ida-Seele-Archiv

Kinderspiel und Spielverhalten von Kindern dürfen nicht als „wertlose Tändelei“ oder „Zeitvertreib aus Langeweile“ missverstanden werden. Die abwertende Bezeichnung „Spielerei“ für das nicht ausdrücklich lernorientierte Spiel ist daher von der Idee des Spielens her nicht sachgerecht. Das Spiel der Kinder erfährt seinen Sinn bereits aus sich selbst. Es nimmt aber auch bei der seelischen Entwicklung eine wichtige Funktion ein.
- So werden beim Kinderspiel Wahrnehmungsleistungen, motorische Fertigkeiten und Intelligenzleistungen erworben, und zwar auf
  - konvergentem (schlussfolgerndem) und
  - divergentem (schöpferischem, intuitivem) Gebiet.
- Beim Sozialisierungsprozess und bei der Persönlichkeitsentwicklung können Spannungen und Probleme abgebaut und bewältigt werden.
- Soziale Beziehungen und Wertgeltungen lassen sich in spielerischem Handeln erproben und üben.

Einer erfolgreichen Entwicklung abträglich wären allerdings Spielarten, die das Kind zu wenig aktivieren und als bequeme Realitätsflucht genutzt werden.

## Kritische Kinderspiele
Die Spielpädagogik unterscheidet zwischen dem „freien“ (von den Kindern in Eigeninitiative selbst gestalteten Spiel) und dem „gelenkten“ (von Pädagogen oder Therapeuten zu bestimmten Zwecken beeinflussten Spiel).
Auch das freie kindliche Spiel vollzieht sich nicht in wertfreien Räumen und bleibt in seinen Wirkungen auf die kindliche Psyche nicht folgenlos: Das Spiel kann nachhaltige positive wie negative Lernfolgen für das kindliche Sozialverhalten, seine weitere Spiellust und seine Gesamtentwicklung haben.
Die Spieldidaktiker Siegbert A. Warwitz und Anita Rudolf stellen in einem Diskussionsforum exemplarisch mehrere solcher Spielarten dar, die empfindliche kindliche Seelen zutiefst verletzen, Ängste hervorrufen, das natürliche Sozialgefüge beschädigen und dauerhaften Spielverdruss bewirken können. Es handelt sich dabei vor allem um die Kategorien der sogenannten Hämespiele und bestimmte Formen von Kriegsspielen:
Die Hämespiele reichen vom Quälen von Tieren (einer Katze scheppernde Dosen an den Schwanz binden oder einen gefangenen Vogel am Bindfaden fliegen lassen) bis zu Spielen, die ahnungslosen Kindern verletzende Demutsgesten abfordern oder sie unter dem spöttischen Gelächter der Mitspieler aus dem Spielkreis ausschließen.
In anderer Weise kritisch sind die bei Kindern aller Altersstufen hoch beliebten Kriegsspiele zu sehen. Die Einschätzung von Kriegsspielzeug (z. B. Nachbildungen von Gewehren und Pistolen) und Kriegsspielen wird in der Fachwelt kontrovers diskutiert. Der Kauf von Kriegsspielzeug wird von Eltern und Erziehern häufig als problematisch eingestuft. Die angemessene Einordnung und Beurteilung dieser Spielgattung erfordert von den verantwortlichen und oftmals unbegründet eingreifenden Erwachsenen allerdings Sachkenntnisse zum Symbolspiel und eine unvoreingenommene, unideologische Auseinandersetzung mit dem speziellen Spielgedanken, insbesondere auch eine Differenzierungsfähigkeit zu den sogenannten Killerspielen.

## Kinderspiele (Auswahl)

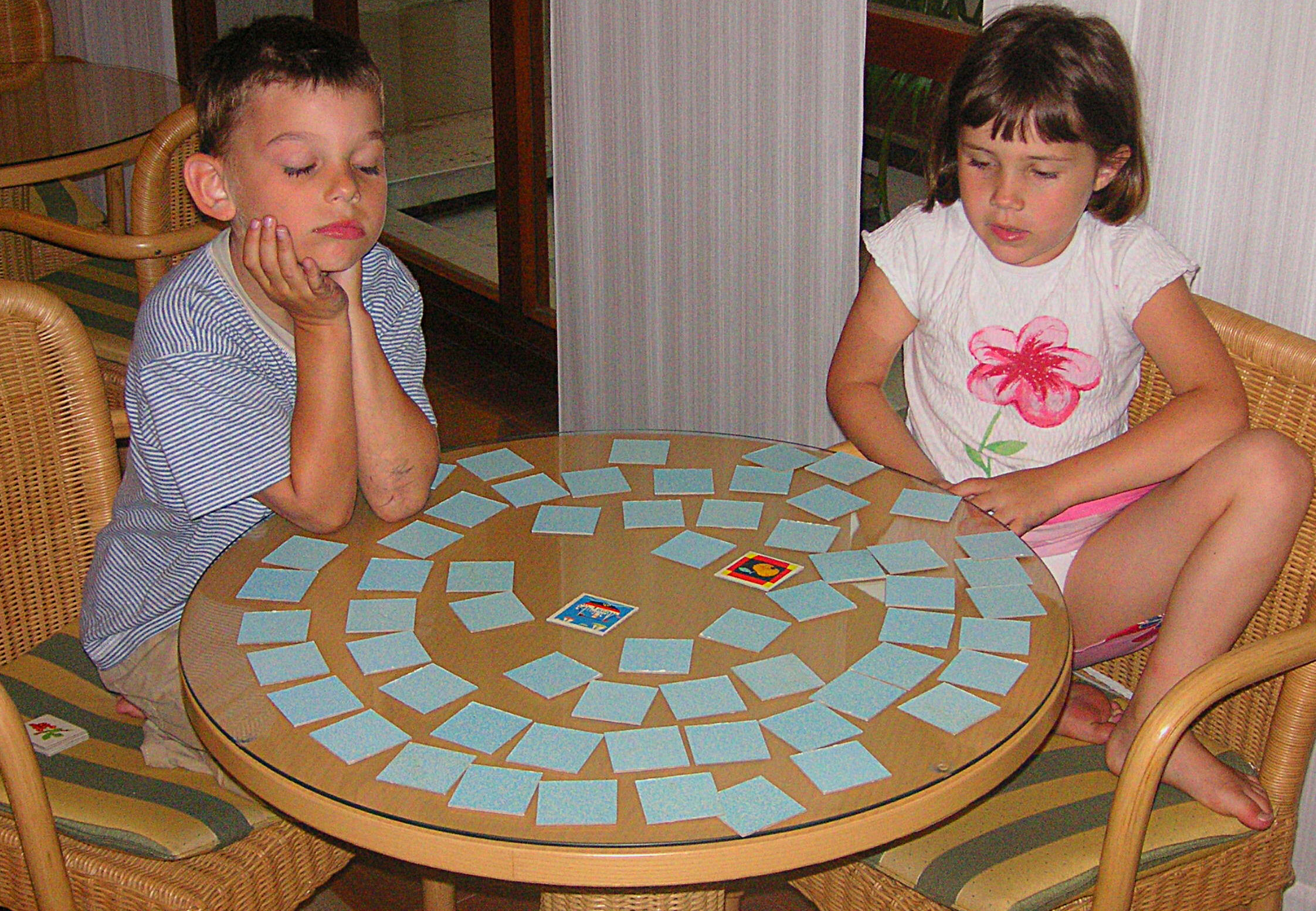
Beim Memory-Kinderspiel

### Musikalische und rhythmische Kinderspiele
Dazu zählen vor allem
- Abzählreime
- Reigenspiele, wie auch etwa Taler, Taler, du musst wandern oder Häschen in der Grube
- Bewegte Singspiele wie etwa Ein Kleiner Matrose
- Klatschspiele

"Musikalische Bewegungsspiele gehören seit je zum Spielrepertoire der Kinder. Früher konnten sie im Freien auf Wiesen und Höfen und Straßen gespielt werden. Diese Wind- und Wetterorte stehen unseren Kindern heute kaum noch zur Verfügung. Aber wo sie neu geschaffen oder noch vorhanden sind, werden in den unterschiedlichen Jahreszeiten auch wieder alte und neue Tanz- und Bewegungsspiele gespielt."
So erfreut sich vor allem das bewegte Singspiel aufgrund seiner einfachen Melodik und Harmonik größter Beliebtheit in völlig neuen Kontexten, so etwa als Mallorca-Hit (Das rote Pferd) oder als Youtube-Phänomen (Kleiner Hai).

### Bewegungsspiele
Bewegungsspiele sind freudvolle Handlungen, über die sich körperliche und geistige Fertigkeiten entwickeln, beispielsweise
- Fangen
- Wer hat Angst vorm Schwarzen Mann?
- Blinde Kuh
- Verstecken mit Anschlagen (Abklatschen)
- Sackhüpfen
- Seilspringen
- Gummitwist
- Eierlaufen

### Weitere Spiele

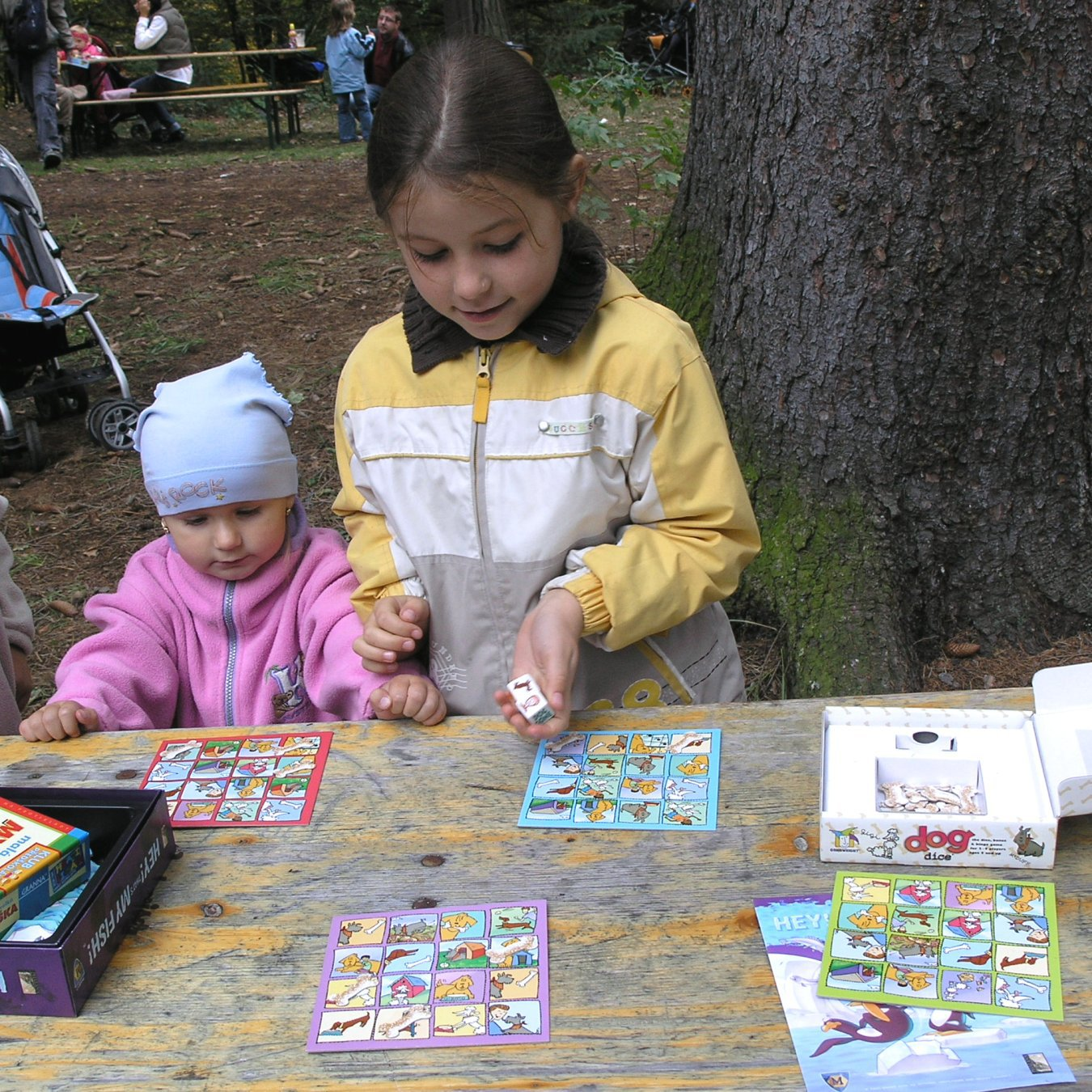
Kinder beim Würfelspiel

- Fingerspiele, auch Fadenspiele
- Geschicklichkeitsspiele
- Partnerwahl und Ablösen
- Nachahmung und Darstellung
- Reihenspiele
- Wett-, Rate- und Fangspiele
- Kreisspiele
- Sprachspiele
- Soziale Spiele
- Gesellschaftsspiele
- Didaktische Spiele

## Weitere Bedeutung
Als Kinderspiel wird umgangssprachlich auch eine Sache bezeichnet, die sehr einfach zu verstehen und zu handhaben ist („das ist doch ein Kinderspiel“).